# Zsigmond Kovács

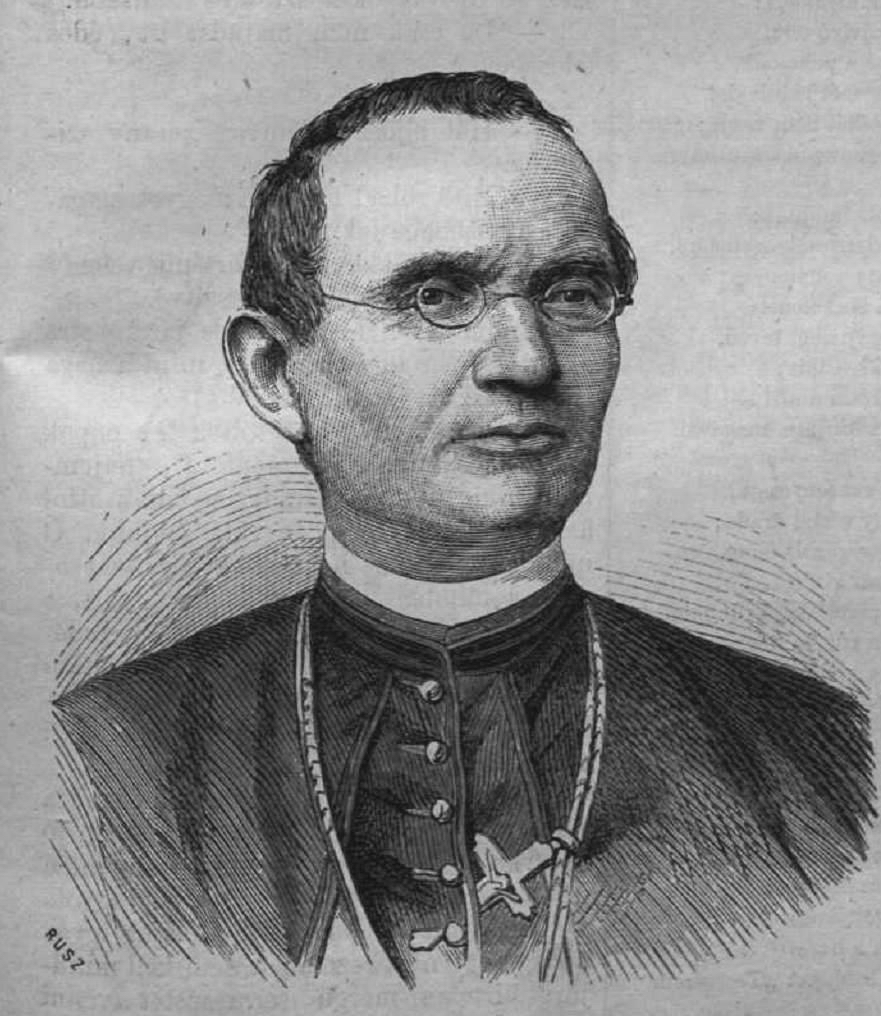
Zsigmond Kovács

Zsigmond Kovács (* 21. Oktober 1820 in Bánokszentgyörgy, Kaisertum Österreich; † 18. Juni 1887 in Veszprém, Österreich-Ungarn) war ein ungarischer Geistlicher.
Kovács war der Sohn von Antal Kovács und von Klára Rozsás. Seine Brüder waren Kálmán Kovács (1830–1889), Ministerialrat, Gutsbesitzer und Ehemann von Magdolna Spelletich (1853–1914); Antal Kovács junior (1825–1862), Ehemann von Terézia Skublics (1827–1911) aus Bessenyő und Velike sowie Károly Kovács (1818–1875), Präsident der Sparkasse Zalaegerszeg.
Von 1837 bis 1841 absolvierte Kovács am Priesterseminar in Veszprém und im Wiener Pázmáneum sein Theologiestudium.
Kovács wurde am 6. Dezember 1843 zum Diakon und am 13. Januar 1844 zum Priester geweiht. Am 3. Februar 1869 ernannte ihn Kaiser Franz Joseph I. zum Bischof von Pécs. Am 25. Juni 1869 bestätigte Papst Pius IX. ihn. János Simor, Erzbischof von Esztergom, weihte ihn am 13. August 1869 in Esztergom zum Bischof. Mitkonsekratoren waren Jans Zálka, Bischof von Raab, und István Lipovniczky, Bischof von Bistum Oradea Mare. Am 6. Mai 1877 erfolgte seine kaiserliche Ernennung zum Bischof von Veszprém und am 25. Juni 1877 die päpstliche Bestätigung. 1885 wurde er mit der ersten Klasse des Ordens der Eisernen Krone ausgezeichnet.
Kovács nahm als Konzilsvater am Ersten Vatikanischen Konzil teil.